# Nieuw-Zeelandse landplatworm
De Nieuw-Zeelandse landplatworm (Arthurdendyus triangulatus) is een platworm (Platyhelminthes) uit de familie Geoplanidae. De wetenschappelijke naam van de soort werd in 1895 gepubliceerd door Arthur Dendy. Het is een grote platworm (5 tot 20 cm), leverbruin tot paars met een lichte zijrand. De onderzijde is grijs gestippeld en de kop is spits. Hij is afkomstig uit Nieuw-Zeeland en inmiddels gevestigd in Ierland en het Verenigd Koninkrijk – hij werd nog niet aangetroffen op het Europese platteland. In Engeland blijkt deze soort al populaties regenwormen te hebben gereduceerd. Het dier heeft een vochtige en koele biotoop nodig. Hoewel de soort niet erg mobiel is, wordt zijn verspreiding in de hand gewerkt door het transport van de toplaag van de bodem en de handel in planten – hij kan meeliften in de grond die aan de wortels zit. 
In 2019 is het dier in Europa op de Unielijst voor invasieve uitheemse soorten geplaatst. Dat betekent dat bij aantreffen van deze soort snelle uitroeiing noodzakelijk is. In Nederland moet de vondst worden gemeld bij de provincie. In België kan een burger de waarneming ingeven in waarnemingen.be of het Nationaal Wetenschappelijk Secretariaat voor invasieve uitheemse soorten op de hoogte brengen.